# Eric Wynalda
Eric Boswell Wynalda (Fullerton, California, 9 de junio de 1969) es un exfutbolista, entrenador y presentador de deportes estadounidense. Actualmente entrena a Las Vegas Lights FC.
Wynalda anotó el primer gol en la historia de la Major League Soccer en 1996 y fue el máximo anotador histórico de la selección estadounidense hasta 2008. Fue descrito como un astuto, dinámico jugador sin regate pero con un disparo potente. Figura como miembro de la National Soccer Hall of Fame en 2004.

## Trayectoria
En su niñez, participó en el equipo de los Lobos del Lago-Oeste en California, tuvo un gran paso ya que hizo 58 goles en 16 partidos disputados, ganando el campeonato estatal AYSO. Desde ese entonces, sus habilidades fueron en crecimiento año tras año. 
Asistió a la Universidad Estatal de San Diego entre 1987 a 1989, donde jugó con el equipo de fútbol de los Aztecas, anotó 34 goles y asistió 25 veces.
Jugó dos temporadas con el equipo semiprofesional de los Nómadas de San Diego. En 1988, disputó un solo juego; y en 1989, jugó 5 partidos.
En la antesala de la Copa Mundial de 1990, Wynalda firmó contrato con la Federación de Fútbol de los Estados Unidos. Después del mundial, firmó en calidad de préstamo con los San Francisco Bay Blackhawks de la American Professional Soccer League. Sin embargo, no tuvo tanta continuidad ya que pasaba más tiempo con la selección nacional.
En agosto de 1992, fue a préstamo en la Bundesliga por el Saarbrücken. Debido a su buen rendimiento en sus primeros meses en Alemania, fue fichado definitivamente por 405.000 dólares. En su paso por el Saarbrücken, jugó 61 partidos y marcó 21 goles por liga. En la edición 1994-95, llegó a VfL Bochum, equipo recién ascendido, actuó en 22 ocasiones, pero al final de la temporada, su club descendió. En su última temporada en 1995-96, tuvo poca acción en la 2. Bundesliga debido a una operación por una hernia, por lo que jugó poco.
Llegó a la Major League Soccer en 1996, firmó por el San Jose Clash. El 6 de abril de 1996, anotó el primer gol en la historia de la liga en el juego inaugural ante el D.C. United, partido terminó 1–0. Fue nombrado como el Futbolista del Año en Estados Unidos.
Wynalda jugó en calidad de préstamo al Club León de México en 1999, sin embargo, una grave lesión lo dejó alejado de las canchas por varios meses. Después de perderse sus primeros once juegos de la temporada de 1999, el Clash vendió a Wynalda al Miami Fusion. El 8 de julio de 2000, el equipo de Miami traspasó al jugador al New England Revolution por Ivan McKinley, pero sin tener continuidad.
El 3 de mayo de 2001, llegó al Chicago Fire por intercambio por John Wolyniec. En 2002, intentó fichar por Los Angeles Galaxy, pero las negociaciones no funcionaron, por lo que firmó por Charleston Battery de la USL First Division. Desgraciadamente, volvió a lesionarse y anunció su retiro del fútbol. De ahí, empezó su carrera como entrenador y comentarista deportivo.
En 2005, fue nombrado como director técnico del Bakersfield Brigade de la USL Premier Development League. Años más tarde, se unió al primer equipo para volver a jugar.
En 2012, fichó en el Cal FC como nuevo entrador del equipo. El 2 de julio del mismo año, dirigió de manera interina al Atlanta Silverbacks, y en el 2014, fue elegido como nuevo director técnico de los Silverbacks. En 2017, tuvo un breve paso por los L.A. Wolves. En 2018, firmó como entrenador de los Las Vegas Lights FC.

## Selección nacional
Debutó con la selección contra Costa Rica el 2 de febrero de 1990. Disputó el mundial de Italia 1990, jugó 2 partidos y se ganó una tarjeta roja en el primer encuentro del equipo frente a Checoslovaquia, siendo el primer futbolista en la historia de la selección que es expulsado en los mundiales. Participó en la Copa Mundial de 1994, disputó 4 juegos y anotó su primer gol en este torneo ante Suiza, que fue una anotación de tiro libre. También, tuvo una destacada actuación con su país en la Copa América 1995, donde anotó 3 tantos en el campeonato. Jugó su tercer mundial en Francia 1998, pero sin éxito. 
Además, disputó la Copa Rey Fahd 1992 y la Copa de Oro de la Concacaf en 1991, 1993, 1996, 1998, 2000.
Finalmente actuó en 106 presentaciones y marcó 34 goles. Al momento de retirarse del fútbol, era el goleador histórico de la selección estadounidense, dicho récord fue superado por Landon Donovan en 2008.

## Clubes

### Como jugador
| Club                                      | País           | Año       |
| ----------------------------------------- | -------------- | --------- |
| San Diego Nomads                          | Estados Unidos | 1988-1992 |
| San Francisco Bay Blackhawks (a préstamo) | Estados Unidos | 1990-1992 |
| 1. FC Saarbrücken                         | Alemania       | 1992-1994 |
| VfL Bochum                                | Alemania       | 1994-1996 |
| San José Clash                            | Estados Unidos | 1996-1999 |
| Club León (a préstamo)                    | México         | 1999      |
| Miami Fusion                              | Estados Unidos | 1999-2000 |
| New England Revolution                    | Estados Unidos | 2000-2001 |
| Chicago Fire                              | Estados Unidos | 2001      |
| Charleston Battery                        | Estados Unidos | 2002      |

### Como entrenador
| Club                           | País           | Año       |
| ------------------------------ | -------------- | --------- |
| Cal FC                         | Estados Unidos | 2012      |
| Atlanta Silverbacks (interino) | Estados Unidos | 2012      |
| Atlanta Silverbacks            | Estados Unidos | 2014      |
| L.A. Wolves                    | Estados Unidos | 2017      |
| Las Vegas Lights               | Estados Unidos | 2018-2020 |

## Palmarés

### Como jugador

#### Campeonatos internacionales
| Título                     | Selección      | Sede           | Año  |
| -------------------------- | -------------- | -------------- | ---- |
| Copa de Oro de la Concacaf | Estados Unidos | Estados Unidos | 1991 |

### Distinciones individuales
| Distinción                             | Año  |
| -------------------------------------- | ---- |
| Futbolista del Año Fútbol de Primera   | 1992 |
| Futbolista del Año en Estados Unidos   | 1996 |
| Bota de Oro Copa de Oro de la Concacaf | 1996 |
| Gol del año de la Major League Soccer  | 1996 |
| Futbolista del Año Fútbol de Primera   | 1996 |
| National Soccer Hall of Fame           | 2004 |